# New Morning (Alpha Rev)
New Morning è il secondo album del gruppo musicale statunitense Alpha Rev, pubblicato nel 2009 dalla Hollywood Records.

## Tracce
Testi e musiche di Casey McPherson.
1. New Morning – 7:24
2. Phoenix Burn – 6:06
3. White Fences – 5:03
4. Get Out – 5:10
5. Alone with You – 6:25
6. Colder Months – 4:46
7. Heaven – 7:17
8. Perfect Love – 7:01
9. Goodbye from the Start – 11:46